# Nevşehir (district)
Nevşehir is een Turks district in de provincie Nevşehir en telt 113.192 inwoners (2007). Het district heeft een oppervlakte van 534,6 km². Hoofdplaats is Nevşehir.
De bevolkingsontwikkeling van het district is weergegeven in onderstaande tabel.
| 1997   | 2000    | 2007    |
| ------ | ------- | ------- |
| 93.348 | 105.078 | 113.192 |